# Ula (Ula) comes
Ula (Ula) comes is een tweevleugelige uit de familie Pediciidae. De soort komt voor in het Palearctisch gebied.